# Leane Suniar
Leane Suniar, född 4 februari 1948, död 21 november 2021, var en indonesisk bågskytt. Hon deltog vid olympiska sommarspelen 1976.